# RFU Championship 2004-05
La RFU Championship 2004-05 fue la decimoctava edición del torneo de segunda división de rugby de Inglaterra.

## Sistema de disputa
Los equipos se enfrentaran todos contra todos en condición de local y de visitante, totalizando 26 partidos en la fase regular.

## Clasificación
| Pos. | Equipo                      | Encuentros | Encuentros | Encuentros | Encuentros | Tantos | Tantos | Tantos | PB | Puntos |
| Pos. | Equipo                      | PJ         | PG         | PE         | PP         | F      | C      | Dif    | PB | Puntos |
| ---- | --------------------------- | ---------- | ---------- | ---------- | ---------- | ------ | ------ | ------ | -- | ------ |
| 1    | Bristol Shoguns             | 26         | 22         | 0          | 4          | 940    | 355    | 585    | 17 | 105    |
| 2    | Exeter Chiefs               | 26         | 20         | 0          | 6          | 805    | 511    | 294    | 1  | 101    |
| 3    | Plymouth Albion RFC         | 26         | 19         | 2          | 5          | 653    | 494    | 159    | 14 | 94     |
| 4    | Penzance and Newlyn         | 26         | 17         | 0          | 9          | 698    | 526    | 172    | 17 | 85     |
| 5    | Otley RUFC                  | 26         | 17         | 1          | 8          | 572    | 436    | 136    | 10 | 80     |
| 6    | Coventry RFC                | 26         | 16         | 1          | 9          | 666    | 565    | 101    | 12 | 78     |
| 7    | Bedford Blues               | 26         | 16         | 1          | 9          | 679    | 536    | 143    | 10 | 76     |
| 8    | Rotherham Titans            | 26         | 12         | 0          | 14         | 598    | 543    | 55     | 15 | 63     |
| 9    | Birmingham and Solihull RFC | 26         | 10         | 0          | 16         | 541    | 667    | -126   | 9  | 49     |
| 10   | Sedgley Park RUFC           | 26         | 8          | 0          | 18         | 515    | 772    | -257   | 8  | 40     |
| 11   | Nottingham RFC              | 26         | 7          | 0          | 19         | 525    | 752    | -227   | 12 | 40     |
| 12   | London Welsh                | 26         | 7          | 0          | 19         | 494    | 754    | -260   | 9  | 37     |
| 13   | Henley Hawks                | 26         | 6          | 0          | 20         | 483    | 811    | -328   | 8  | 32     |
| 14   | Orrell RUFC                 | 26         | 2          | 1          | 23         | 439    | 886    | -447   | 5  | 15     |

|  | Campeón.                            |
|  | Descendidos a la National League 1. |

| Bandera de Inglaterra   |
| Campeón Bristol Shoguns |
| Segundo título          |